# Christian Gerhard Leopold
Christian Gerhard Leopold (ur. 24 lutego 1846 w Meerane, zm. 12 września 1911 w Bärenburgu) – niemiecki ginekolog i położnik.

## Życiorys
Urodził się 24 lutego 1846 w Meerane jako jedyny syn powiatowego lekarza. Uczył się najpierw w Freimaurer-Institut, potem w Fürstenschule w Miśni. Następnie studiował medycynę na Uniwersytecie w Lipsku. Studiował od 1865 do 1870, potem brał udział w wojnie francusko-pruskiej. Po wojnie odbył „Studienreise”, zwiedzając kliniki we Wrocławiu (którą kierował Otto Spiegelberg), Wiedniu (Theodor Billroth, Gustav Braun) i Edynburgu (Thomas Spencer Wells). W 1873 roku habilitował się z ginekologii w Lipsku u Carla Siegmunda Franza Credégo (1819-1892). Od 1877 do 1883 nauczał położnictwa w lipskiej Frauenklinik, po czym zastąpił powołanego na katedrę w Monachium Franza von Winckla (1837-1911) na stanowisku dyrektora Königlichen Frauenklinik und Hebammenlehranstalt w Dreźnie. Zmarł 12 września 1911 w swojej posiadłości, po zawale serca. Wspomnienie o nim napisali Ernst Bumm w „Archiv für Gynäkologie” i Aleksander Richter na łamach „Monatsschrift für Geburtshilfe und Gynäkologie”.

## Dorobek naukowy

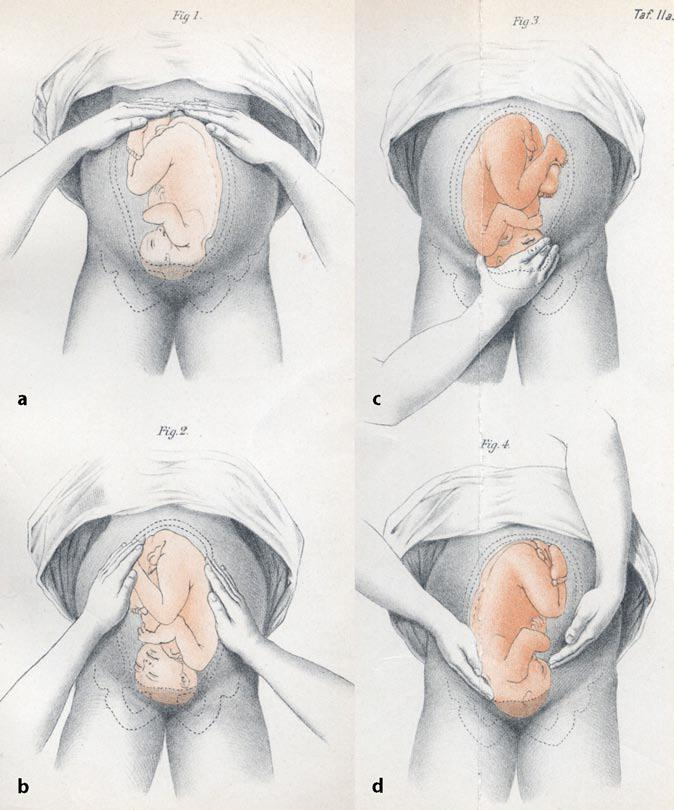
Chwyty Leopolda na rycinie z pracy Leopolda i Spörlina z 1894 roku

Opisał cztery klasyczne rękoczyny (manewry) położnicze, tzw. chwyty Leopolda (Leopold-Handgriffe), stosowane w położnictwie do dziś. Metoda Czerny’ego-Leopolda to stosowana niegdyś technika unieruchomienia macicy poprzez przyszycie przedniej ściany trzonu macicy do powłok brzusznych
Po śmierci Credego w 1894 został, razem z Adolfem Gusserowem, redaktorem „Archiv für Gynäkologie”. Wspólnie z Credém i Paulem Zweiflem wydał wielotomowy podręcznik położnictwa.

### Prace
O ile nie zaznaczono inaczej, jedynym autorem jest Christian Gerhard Leopold
- Über die Veränderungen der Beckenform durch einseitige angeborene oder erworbene Oberschenkelluxation. Archiv für Gynäkologie 5, 446–493 (1873)
- Die soliden Eierstocksgeschwülste. Archiv für Gynäkologie 6, 189–278 (1874)
- Zur Lehre von der Wanderleber. Archiv für Gynäkologie 7, 152–168 (1875)
- Carcinom und Hydrometra des Corpus uteri in Verbindung mit linksseitiger verkalkter Ovariencyste und mit mehrmaliger Achsendrehung des Stieles derselben. Archiv für Gynäkologie 8, 205–210 (1875)
- Das habituelle Absterben der Frucht und die künstliche Frühgeburt, mit Bemerkungen zur Pathologie der Placenta und des Nabelstranges. Archiv für Gynäkologie 8, 221–279 (1875)
- Tubeschwangerschaft mit äußerer Überwanderung des Eies und consecutiver Haematocele retrouterina. Archiv für Gynäkologie 10, 248–269 (1876)
- Studien über die Uterusschleimhaut während Menstruation, Schwangerschaft und Wochenbett. Archiv für Gynäkologie 11, 110–144 (1877)
- Studien über die Uterusschleimhaut während Menstruation, Schwangerschaft und Wochenbett. Archiv für Gynäkologie 12, 169–210 (1877)
- Zur Lehre von der Graviditas interstitialis. Archiv für Gynäkologie 13, 355–365 (1878)
- Über die künstliche Frühgeburt bei hoffnungsloser Erkrankung der Mutter. Archiv für Gynäkologie 14, 299–302 (1879)
- Weitere Untersuchungen über das skoliotische und kyphoskoliotische rachitische Becken. Archiv für Gynäkologie 16, 1–23 (1880)
- Die Überwanderung der Eier. Arch Gynäkol 16, 24–44 (1880)
- Experimentelle Untersuchungen über das Schicksal implantierter Föten. Archiv für Gynäkologie 18, 53–80 (1881)
- Ovarialschwangerschaft mit Lithopädionbildung von 35-jähriger Dauer. Archiv für Gynäkologie 19, 210–218 (1882)
- Dreissig Laparotomien. Ein Beitrag zur Ovariotomie, Castration und Amputatio supravaginalis uteri fibromatosi. Archiv für Gynäkologie 20, 71–100 (1882)
- Untersuchungen über Menstruation und Ovulation. I. Anatomischer Teil. Archiv für Gynäkologie 21: 347–408 (1883)
- Untersuchungen zur Menstruation und Ovulation. Archiv für Gynäkologie 21, 347–408 (1883)
- Leopold G, Wessel N. Beitrag zur Aetiologie und Prophylaxe der Ophthalmoblennorrhoea neonatorum. Archiv für Gynäkologie 24, 89–99 (1884)
- Zwei weitere glückliche Kaiserschnitte mit Uterusnaht nach Unterminirung der Serosa und Resection der Muscularis. Archiv für Gynäkologie 24, 427–436 (1884)
- Zwei weitere Kaiserschnitte (4.und 5.) mit Uterusnaht, ohne Resection der Muscularis. Archiv für Gynäkologie26: 407–428 (1885)
- Achtundvierzig Totalextirpationen des Uterus wegen Carcinom, Totalprolaps und schwerer Neurosen. Archiv für Gynäkologie 30, 401–443 (1887)
- Der Kaiserschnitt und seine Stellung zur künstlichen Frühgeburt. Stuttgart 1888
- 25 erhaltende Kaiserschnitte und die Stellung der Sectio zur Perforation. Archiv für Gynäkologie 34, 301–316 (1889)
- Über Blutansammlung im verschlossenen Uterovaginalkanale und die Salpingotomie. Archiv für Gynäkologie 34, 371–380 (1889)
- Zur Behandlung der Uterusruptur. Archiv für Gynäkologie 36, 324–351 (1889)
- Die operative Behandlung der Uterusmyome durch vaginale Enucleation, Castration, Myomotomie und vaginaler Totalextirpation. Archiv für Gynäkologie 38, 1–80 (1890)
- Leopold G, Goldberg N. Über die Entbehrlichkeit der Scheiden-Ausspülungen und -Auswaschungen bei regelmäßigen Geburten und über die größtmögliche Verwerthung der äußeren Untersuchung in der Geburtshülfe. Fünfter Beitrag zur Verhütung des Kindbettfiebers mit einem Rückblick auf das Jahr 1890. Archiv für Gynäkologie 40, 439–473 (1891)
- Zur Myomotomie mit intraperitonealer Stielbehandlung. Archiv für Gynäkologie 43, 181–191 (1893)
- Gedächtnisrede auf Carl S. F. Credé. Archiv für Gynäkologie 42, 195–213 (1892)
- Leopold G, Spörlin N. Die Leitung der regelmäßigen Geburten nur durch äußere Untersuchung. Archiv für Gynäkologie 45, 337–368 (1894)
- Leopold G, Mironoff M. Beitrag zur Lehre von der Menstruation und Ovulation. Archiv für Gynäkologie 45, 506–538 (1894)
- Vergleichende Untersuchungen über die Entbehrlichkeit der Scheidenspülungen bei ganz normalen Geburten und über die sogenannte Selbstinfektion. Archiv für Gynäkologie 47, 580–634 (1895)
- Zur Temperaturmessung bei Wöchnerinnen. Archiv für Gynäkologie 49, 174–175 (1895)
- Die operative Behandlung der Uterusmyome durch vaginale Totalextirpation. Archiv für Gynäkologie 52, 497–522 (1896)
- Zur vaginalen Totalextirpation des Uterus und der Adnexe wegen schwerer chronischer Erkrankung derselben. Archiv für Gynäkologie 52, 523–556 (1896)
- Leopold G, Haake O. Über 100 Sectiones caesarea. Archiv für Gynäkologie 56, 1–40 (1898)
- Beiträge zur Graviditas extrauterina. Archiv für Gynäkologie 58, 526–564 (1899)
- Leopold G, Bott N, Marchesi N. Zur Entwicklung und dem Bau der menschlichen Placenta. Archiv für Gynäkologie 59, 516–554 (1899)
- Beiträge zur Graviditas extrauterina. 4. Die Graviditas tubo-ovarialis. Archiv für Gynäkologie 60, 557–594 (1899)
- Untersuchungen zur Aetiologie des Carcinoms und über die pathogenen Blastomyceten. Archiv für Gynäkologie 61: 77–120 (1899)
- Über die schnelle Erweiterung des Muttermundes mittels des Dilatatoriums von Bossi. Archiv für Gynäkologie 66, 198–218 (1902)
- Leopold G, Ehrenfreund F. Über 151 vaginale Totalextirpationen wegen Uterusmyomen und über den Einfluss der Erhaltung der Eierstöcke auf das spätere Befinden der Frau. Beitr Geburth Gynäkol 1903
- Zur Eröffnung der neuen Königl. Frauenklinik in Dresden. Archiv für Gynäkologie 69, 717–727 (1903)
- Über einen Dicephalus dibrachius. Archiv für Gynäkologie 72, 261–267 (1904)
- Leopold G, Konrad EJ. Zur Berechtigungsfrage der künstlichen Frühgeburt. Archiv für Gynäkologie 81, 648–664 (1907)
- Leopold G, Ravano A. Neuer Beitrag zur Lehre von der Menstruation und Ovulation. Archiv für Gynäkologie 83, 567–586 (1907)
- Eröffnungsansprache 12. Kongress der Deutschen Gesellschaft für Gynäkologie, Dresden, 22.-25.05.1907, Verh Dtsch Ges Gyn, S 7–30. [w:] Ludwig H (Hrsg) ldquorDie Redenldquo. Springer, Heidelberg, 1999, S. 67–73
- Zur operativen Behandlung der puerperalen Peritonitis und Thrombophlebitis. Archiv für Gynäkologie 95, 483–511 (1908)
- Neuer Beitrag zur operativen Behandlung der puerperalen Peritonitis und Thrombophlebitis. Archiv für Gynäkologie 89, 232–243 (1909)
- Welche Stellung nimmt die klassisch Sectio caesarea zur Hebostomie und zum extraperitonealen Kaiserschnitt ein? (Drittes Hundert Kaiserschnitte). Archiv für Gynäkologie 91, 453–460 (1910)
- Untersuchungen zur Aetiologie des Carcinoms und über die pathogenen Blastomyceten, II. Theil. Die Gewinnung von Reinkulturen von Blastomyceten aus bösartigen Neubildungen des Menschen. Archiv für Gynäkologie 92, 31–71 (1910)